# Kopna Góra
Kopna Góra – kolonia w Polsce, położona w województwie podlaskim, w powiecie białostockim, w gminie Supraśl. Leży przy drodze wojewódzkiej nr .
Od 1 stycznia 1973 do 30 czerwca 1987 w gminie Szudziałowo
W latach 1975–1998 miejscowość administracyjnie należała do województwa białostockiego.
Przez miejscowość przepływa Sokołda, niewielka rzeka dorzecza Narwi, dopływ Supraśli.
Wierni kościoła rzymskokatolickiego należą do parafii Najświętszej Maryi Panny Królowej Polski w Supraślu.

## Historia
Miejscowość założono w okresie międzywojennym.

## Atrakcje turystyczne

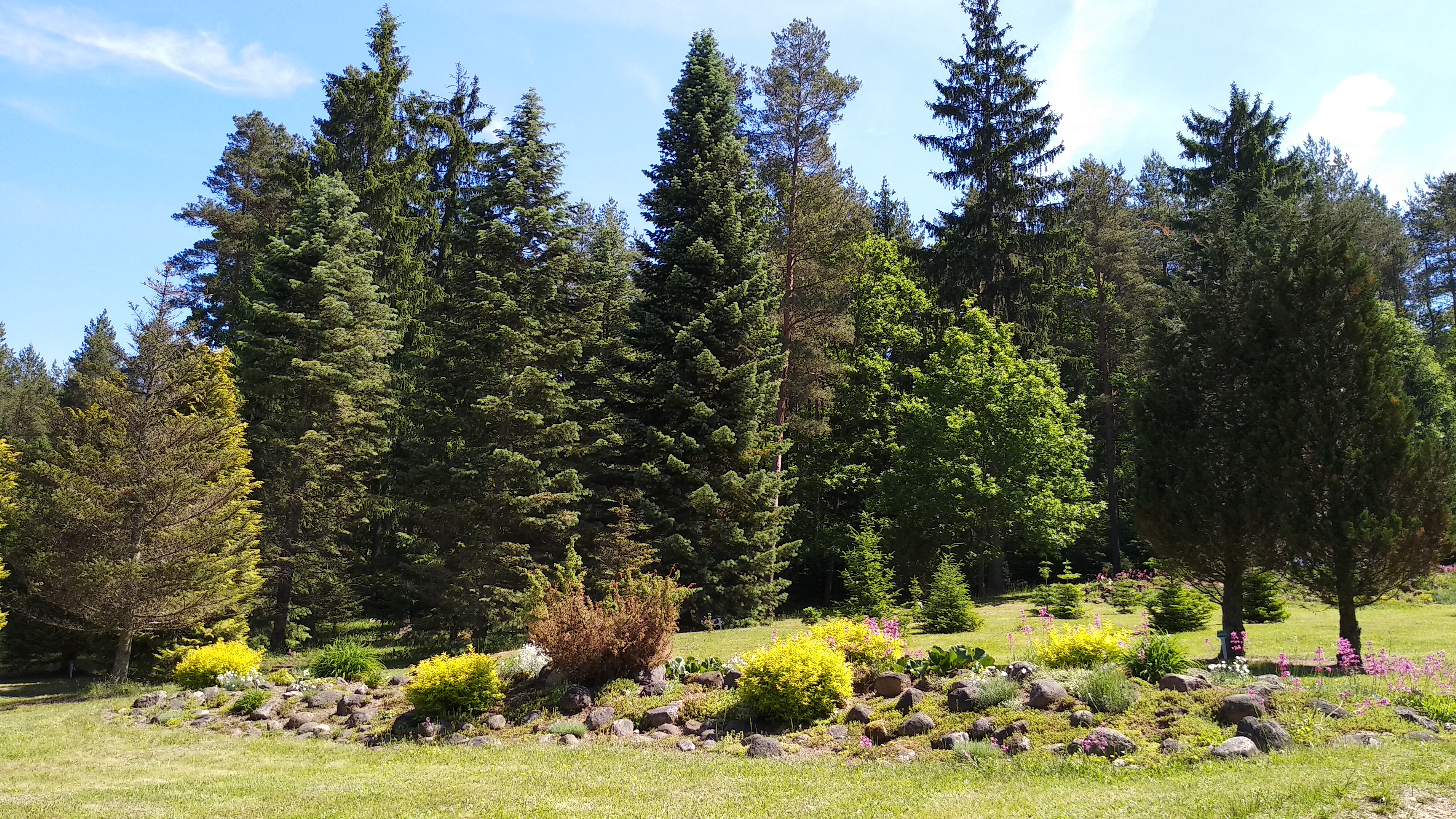
Arboretum w Kopnej Górze

Tutaj zlokalizowano założony w 1988 na pow. 25 ha Ogród Dendrologiczny im. Powstańców z 1863. Pokazane w nim są ważniejsze typy siedlisk Puszczy Knyszyńskiej, około 450 gatunków roślin zarówno miejscowych jak i obcych. Z ciekawszych roślin egzotycznych spotkamy tu metasekwoje, cypryśnik błotny, miłorząb dwuklapowy oraz sosnę ościstą.
W Kopnej Górze jest początek ścieżki przyrodniczej poprowadzonej przez arboretum, rezerwat "Woronicza" i gospodarstwo leśne, gdzie można zapoznać się ze sposobami eksploatacji puszczy.
W 2023 została otwarta zagroda pokazowa żubrów z infrastrukturą turystyczną (strefy piknikowe, ścieżki edukacyjne, parkingi), w pobliżu Arboretum, Muzeum Puszczy Knyszyńskiej, cmentarza Powstańców Listopadowych 1831 roku oraz izby edukacyjnej.

## Mogiła i mauzoleum powstańców listopadowych

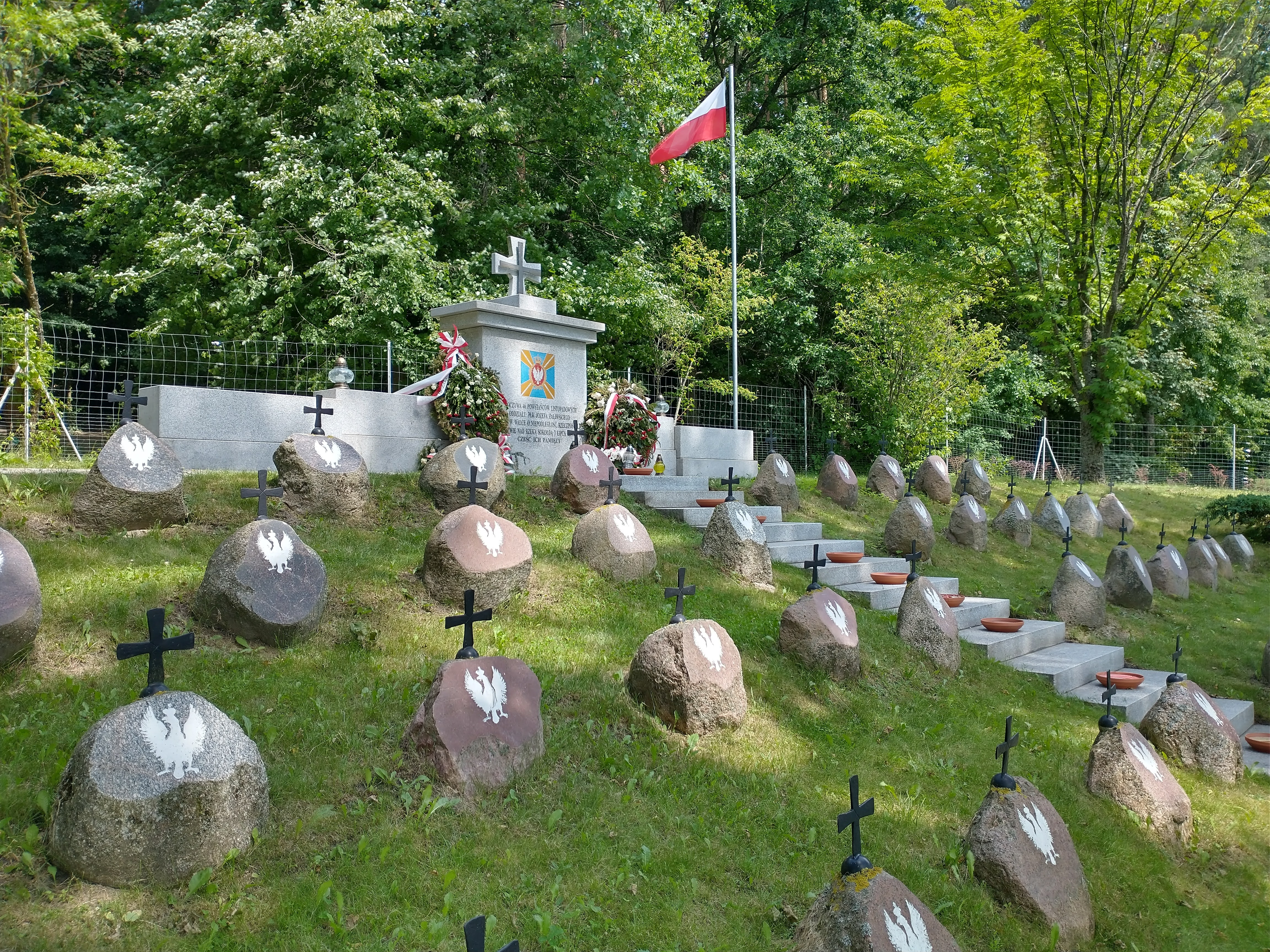
Mogiła powstańców listopadowych

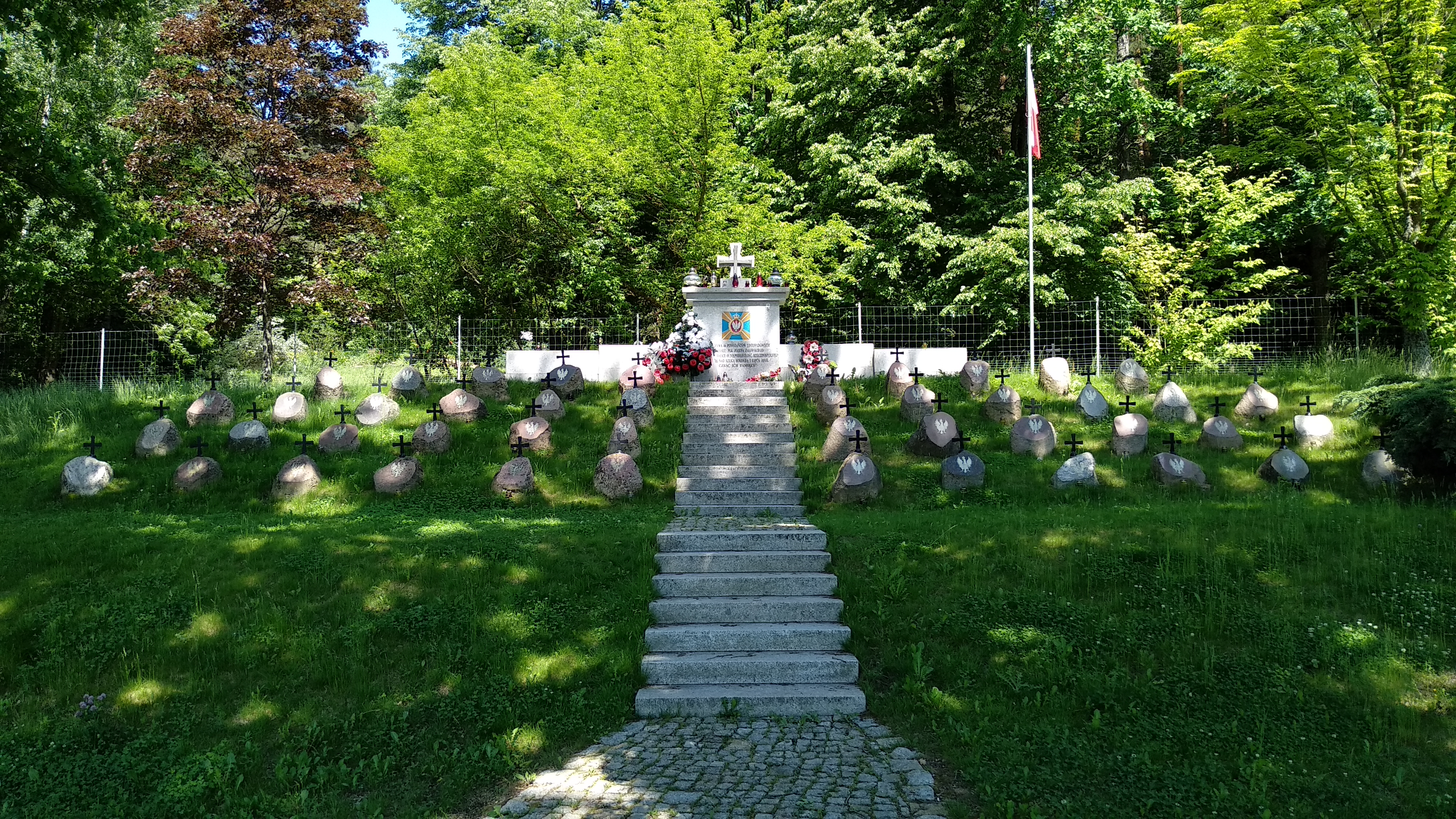
Panorama mauzoleum

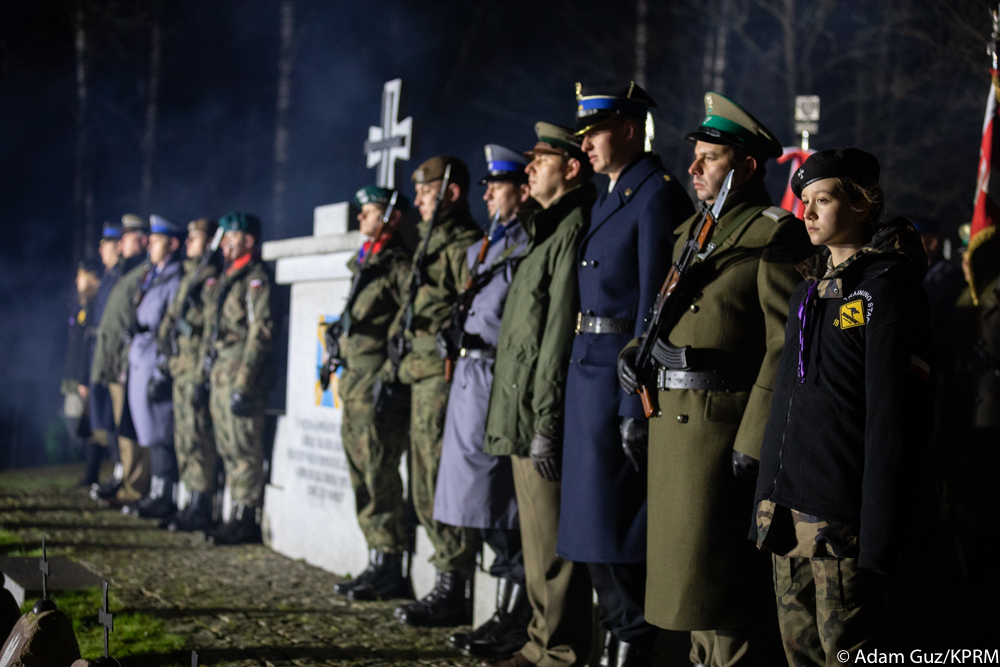
Obchody 189. rocznicy wybuchu Powstania Listopadowego

W parafialnej księdze zmarłych parafii rzymskokatolickiej w Szudziałowie z pierwszej połowy XIX wieku, ówczesny proboszcz parafii  ksiądz Andruszkiewicz w 1831 roku odnotował: „Roku Pańskiego tysiącznego osiemsetnego trzydziestego pierwszego miesiąca czerwca dwudziestego piątego dnia rano we wsi Sokołdzie wojsko polskie w przechodzie na spoczynku rozlokowane, napadnięte przez wojsko rossyjskie, w części pobite, w części potopione w rzece Sokołdzie. Wojsko polskie pobite, grzebanem było bez żadnej zwłoki zaraz w różnych miejscach wsi Sokołdy przez sołdatów wojska rosyjskiego. Jednemu tylko żołnierzowi polskiemu ciężko ranionemu uprosiłem pozwolenia dać ostatnią absolucyją i namaszczenie Oleju Świętego jako przypadkowie iadący do chorego i tamże w Sokołdzie zachwycony. Potopieni żołnierze w liczbie pięćdziesiąt sześciu pochowani zostali w innej mogile na tej stronie rzeki przed groblą do rzeki, idąc po prawej stronie pod górą. Niech odpoczywają w pokoju."
W 2010 w Kopnej Górze odkryto zbiorową mogiłę 56 powstańców listopadowych poległych w 1831 roku; przeprowadzono ich ekshumację i zaplanowano utworzenie niewielkiego mauzoleum. 4 października 2010 Rada Ochrony Pamięci Walk i Męczeństwa odmówiła wsparcia planów budowy mauzoleum, pisząc do realizatora projektu, Stowarzyszenia Collegium Suprasliense, iż "tworzenie tego typu fikcyjnego cmentarzyka jest całkowicie nieuzasadnione i niepotrzebnie zwiększa koszty realizacji projektu". W późniejszym okresie Rada Ochrony Pamięci Walk i Męczeństwa zgodziła się dofinansować budowę mauzoleum kwotą 100 tys. zł; kolejne 100 tys. zł wyasygnowała gmina Supraśl. Główną projektantką Mauzoleum była Jadwiga Szczykowska-Załęska. 15 września 2013 r. w mauzoleum, z udziałem m.in. ambasadorów Litwy w Polsce i Polski w Wilnie, zostały złożone szczątki 46 powstańców listopadowych, podkomendnych pułkownika Józefa Zaliwskiego, poległych w bitwie pod Sokołdą 7 lipca 1831 r.